# جون فلمنج (لاعب اتحاد الرغبي)
جون فلمنج (بالإنجليزية: John Fleming)‏ هو لاعب اتحاد الرغبي نيوزيلندي، ولد في 2 مايو 1953 في أوكلاند في نيوزيلندا.

## وصلات خارجية
- جون فلمنج عل موقع إسبنسكروم (الإنجليزية)